# Марк Атилий Регул (консул 227 года до н. э.)
Марк Атилий Регул (лат. Marcus Atilius Regulus; умер после 214 года до н. э.) — римский военачальник и политический деятель из плебейского рода Атилиев, консул 227 и 217 годов до н. э., цензор 214 года до н. э. Участник Второй Пунической войны.

## Происхождение
Марк Атилий принадлежал к плебейскому роду, происходившему из Кампании и находившемуся в союзе с патрицианским родом Фабиев. Он был сыном консула 267 и 256 годов до н. э. того же имени, погибшего в карфагенском плену во время Первой Пунической войны. Согласно Зонаре, дядей Марка-младшего был Гай Атилий Регул Серран, консул 257 и 250 годов до н. э.

## Биография
В 227 году до н. э. Марк Атилий в первый раз занимал должность консула; его коллегой был патриций Публий Валерий Флакк. Единственным примечательным событием этого консульства стал первый в истории Рима развод; его дал своей жене консуляр Спурий Карвилий Максим Руга.
Летом 217 года до н. э., когда в Италии шла вторая война Рима с Карфагеном, Регул был избран консулом-суффектом. Он заменил погибшего в битве при Тразименском озере ординарного магистрата Гая Фламиния, став коллегой Гнея Сервилия Гемина. Верховная власть принадлежала диктатору Квинту Фабию Максиму, и только в последние месяцы года Марк Атилий получил командование. Как и Гемин, он придерживался крайне осторожной тактики в действиях против Ганнибала. В конце года полномочия консулов были продлены до новых выборов. Согласно Ливию, сразу после сдачи командования преемнику, Марк Атилий уехал в Рим, ссылаясь на свой преклонный возраст; Полибий же пишет, что Регул остался в армии, в битве при Каннах командовал вместе с Гемином центром римского боевого порядка и погиб в схватке. Исследователи уверены в правоте Ливия.
После битвы при Каннах в связи с нехваткой денег в казне Марк Атилий был назначен одним из триумвиров для ведения денежных дел (лат. triumviri mensarii).
В 214 году до н. э. Регул стал цензором вместе с патрицием Публием Фурием Филом. Не имея возможности организовывать общественные работы из-за отсутствия денег в казне, коллеги «обратились к исправлению людских нравов и обличению пороков, рождённых войной»; так, они наказали конфискацией казённых коней и зачислением в эрарии ряд молодых аристократов, планировавших сразу после Канн оставить Италию (возглавлял их Марк Цецилий Метелл). То же наказание понесли граждане, избегавшие военной службы без законных причин. Сенат постановил всех отмеченных цензорским порицанием отправить на Сицилию, чтобы они служили там в пехоте до окончания войны. В следующем году Марк Цецилий Метелл смог стать народным трибуном и в этом качестве попытался привлечь обоих цензоров к суду. Остальные девять трибунов заставили его отказаться от этой идеи до истечения полномочий Регула и Фила. Вскоре Публий Фурий умер; это помешало завершить перепись очистительным жертвоприношением и заставило Марка Атилия сложить свои полномочия.
В связи с цензурой Публия Фурия источники сообщают о бескорыстии ряда римских граждан, изъявивших готовность не требовать до конца войны плату за подряды и за своих рабов, купленных для армии; центурионы и всадники отказывались брать жалованье.